# Franklin Richards
Franklin Benjamin Richards é um personagem fictício que aparece nas histórias em quadrinhos publicadas pela Marvel Comics. Ele surgiu originalmente durante a edição Fantastic Four Annual #6 (Novembro de 1968) e é filho de Reed Richards e Sue Storm, ambos membros do Quarteto Fantástico, e irmão mais velho de Valéria Richards. Ele é um mutante com enormes super poderes, sendo por isso considerado um mutante nível Omega.

## Biografia ficcional do personagem

### Origem
Franklin (que tem o mesmo nome que seu avô materno) nasceu como mutante devido aos genes alterados pela radiação cósmica que deram poderes aos seus pais. Ele se mostrou um mutante atípico pois, diferente dos outros mutantes que manifestam seus poderes na puberdade, manifestou seus poderes extremamente cedo. Isso chamou a atenção do Aniquilador, que usou uma máquina para liberar todo o potencial dos poderes de Franklin antes do tempo. Porém, como Franklin era muito jovem e inexperiente para conseguir controlar tanta energia, Reed Richards, com medo de que seu filho pudesse destruir toda a vida na Terra caso liberasse muita energia psiônica, e incapaz de encontrar uma solução para o problema, teve que colocá-lo em coma induzido.[carece de fontes?]
Durante a batalha entre Ultron-7 e o Quarteto Fantástico a energia expelida por Ultron despertou Franklin e seus poderes. A energia liberada por Franklin foi suficiente para derrotar Ultron. Livre do excesso de energia, Franklin pode retornar ao seu nível natural de poder.
Tempos depois Franklin se alterou para uma forma adulta e, por certo tempo, se tornou Avatar. Nessa forma Franklin consegue controlar gigantescas quantidades de energia. Mas Franklin não permaneceu nessa forma por muito tempo pois sabia que aquilo não era o certo para ele. Antes de voltar a ser criança ele pôs travas psíquicas na sua mente, fazendo com que só pudesse utilizar suas habilidades quando estivesse maduro o suficiente para  isso.
Algum tempo depois, quando o casal Richards estava esperando uma segunda criança (que tempos depois se tornaria Valéria Richards), eles secretamente se mudaram para uma casa no subúrbio de Nova York na tentativa de dar à seus filhos uma infância normal, acreditando que poderiam mantê-los a salvo de seus inimigos.

### Tattletale
Franklin foi durante um período membro do time de super-heróis infantil Quarteto Futuro, onde usou o codinome de Tattletale. Durante esse tempo, um pouco do poder de Franklin vazou pelos bloqueios de sua mente e ele ganhou certas habilidades psíquicas, incluindo desenvolver uma projeção astral e prever o futuro. Pouco tempo após sua associação com o supergrupo esses poderes desapareceram.
Durante as aventuras de Franklin junto ao Quarteto Futuro eles tiveram o alienígena Zn'rx como inimigo e aliados como a família kymelliana Whitemane. Franklin ficou bastante próximo do jovem Kofi Whitemane, que dizia que o considerava um primo honorário, bem como as outras crianças do Quarteto Futuro. Franklin considera as outras crianças do Quarteto (e seus respectivos pais) como sua segunda família, sendo que essa ligação com a família Power começou durante o tempo que ele foi separado dos seus pais e morava na Mansão dos Vingadores. Durante esse período o garoto também manteve uma ligação emocional com o vingador e empregado Edwin Jarvis, pois foi ele quem cuidou de Franklin enquanto ele ficou na mansão. A amizade com os Power também deu à Franklin o prazer de se sentir entre irmãos, coisa que o amável Franklin não conseguiria ter após o nascimento de sua irmã Valéria.
As famílias Richards e Power logo se tornaram amigas, sendo que nenhum dos adultos sabiam que as crianças "Power" tinham poderes (isso só seria descoberto mais tarde). Logo, quando os pais de Franklin chegaram à decisão de que um quartel-general de super-heróis era um lugar muito perigoso para uma criança, querendo que ele passasse mais tempo numa família "normal", o deixaram aos cuidados da família Power. Franklin só voltou para sua família quando o Quarteto Futuro temporariamente deixou a Terra e foi para o planeta Kymellia.

### Psi-Lord
Franklin foi sequestrado por um viajante temporal, que era ninguém mais que seu avô, Nathaniel Richards. Este o levou a uma dimensão fora do tempo e retornou instantes após o sequestro trazendo um Franklin já adolescente, chamado de Psi-Lord. Quando Franklin retornou ao presente como Psi-Lord ele ajudou a criar a equipe conhecida como Força Fantástica. Durante esse tempo Franklin mostrou ter controle sobre telepatia, ser precognitivo e capaz de disparar rajadas de energia psiônica.
Foi revelado que no futuro de outra linha temporal, numa variação do futuro mostrado na história Dias de um Futuro Esquecido, Franklin Richards teve um filho com Rachel Summers. batizando-o de Jonathan Reed Richards. Este se tornaria um terrível super-vilão viajante temporal e dimensional chamado Hyperstorm. Hyperstorm sequestrou o Psi-Lord e o substituiu pelo próprio Franklin ainda criança.[carece de fontes?]

### Massacre e heróis renascem
Pouco tempo após a volta de Franklin criança, o ser conhecido como Massacre sequestrou Franklin e Nate Grey no intuito de usar as habilidades de remodelar a realidade de Franklin juntamente com o imenso poder psiônico de Nate. Para conseguir deter o Massacre o Quarteto Fantástico, os Vingadores, os X-Men e diversos outros heróis primeiramente destruíram sua forma física e depois sua forma psíquica. No processo os pais de Franklin se sacrificaram e aparentemente morreram juntamente com todos os Vingadores. Essa foi a primeira vez que Franklin mostrou seu verdadeiro poder criando o universo compacto de "Heróis Renascem" para enviar os heróis que haviam "morrido" durante aquela aventura. Enquanto seus pais estavam no universo de Heróis Renascem, Franklin foi morar na mansão da equipe de jovens mutantes Geração X. Inicialmente revoltado com a suposta morte de seus pais, graças ao apoio de seus novos amigos, ele aceitou a situação.
Enquanto ele morou com a Geração X, Franklin se juntou ao Homem-Coisa, Howard, o Pato, Artie, Sanguessuga e uma aliada de Thor chamada Tana Nile. Todos viajaram por diferentes realidades alternativas antes de perceberem que era Franklin quem criava inconscientemente todos esses mundos fantásticos.
Após perceberem que o grande globo que Franklin carregava após a derrota do Massacre continha um universo inteiro criado a partir da vontade do garoto os Celestiais viram que Franklin representava o ápice de seus experimentos genéticos, com os poderes comparado aos próprios celestiais. O garoto, com a ajuda de Ashema, uma das Celestiais, trouxe de volta os heróis à seu mundo de origem e assim pode se reunir mais uma vez com sua família.
Para comemorar o décimo aniversário do evento Massacre/Heróis Renascem a editora Marvel lançou uma mini-série em 5 edições chamada Massacres Renascem, escrita por Jeph Loeb e desenhada por Rob Liefeld. Nela, Massacre retorna ao universo da Terra 616 para vingar-se de Franklin.

### Humano normal
Quando o Senhor Fantástico ativou o Nulificador Total na tentativa fracassada de destruir Abraxas Franklin, juntamente com sua irmã Valéria, sabendo que Galactus era o único ser capaz de detê-lo, acabou perdendo todos os seus poderes na reconstrução do corpo do Galactus, tornando-se novamente uma criança normal.
Um pouco depois, o Dr. Destino fez um pacto com Haazareth para aumentar seus poderes mágicos e, durante o ataque de Destino ao Quarteto Fantástico, Franklin foi sugado para o Inferno por Haazareth. Após derrotarem Destino, seus pais conseguiram resgatá-lo mas Franklin sofreu durante muito tempo com essa experiência traumática. Somente com o a ajuda de sua mãe e seu padrinho, o Coisa ele conseguiu superar esse trauma.

### Dia M
Após os eventos mostrados na saga Dinastia M, onde a Feiticeira Escarlate extinguiu o Gene X de praticamente toda a comunidade mutante, foi revelado que Franklin foi um dos 198 mutantes restantes que não perderam seus poderes.
Os poderes perdidos do Professor Xavier e de Magneto combinados restauraram a consciência de Massacre, que agora estava determinado a matar Franklin Richards e cada herói existente. Massacre assumiu o controle de Tocha Humana e do Sr. Fantástico, mas foi interrompido pelo Coisa e pela Mulher Invisível.
Quando Franklin fugiu para a Contra-Terra (universo de bolso criado para abrigar os heróis mortos por Massacre, chamado de Heróis Renascem) , Massacre o seguiu. Enquanto os Vingadores avaliavam sua nova ameaça, que não existia até Franklin aparecer, eles levaram em conta o que o menino disse sobre Massacre. No entanto, eles estavam em descrença de que ele era o filho de Susan Storm e Reed Richards do Quarteto Fantástico, pois eles não eram casados em sua realidade.
Depois de um breve conflito, os heróis e vilões decidiram trabalhar juntos para derrotar Massacre, mas foi Rikki Barnes que o derrotou, usando um 'Fantasticarro' para enviá-lo para a Zona Negativa no laboratório do Quarteto Fantástico, aprisionando-o. Franklin voltou para casa, Rikki foi visto na Terra-616, e Massacre foi visto pela última vez flutuando na Área 42 da Zona Negativa.

### Invasão Secreta
No início do ataque Skrull na Terra, a Skrull Lyja, personificando Sue Richards, envia todo o Edifício Baxter para a Zona Negativa com Franklin, Valéria, e Johnny Storm dentro. 
Franklin e Valéria se juntam com Johnny e o Coisa para lutar contra os Skrulls. Benjamin Grimm pede a ajuda do Terrível Tinkerer, um preso na prisão para os vilões não registradas na Zona Negativa. Tinkerer recusa, não vendo razão para ajudar as pessoas que o prenderam, enquanto ele estava levando seus netos para tomar sorvete, e mandou-o para a prisão sem o devido processo.[carece de fontes?] 
Franklin e Valéria suplicam ao Tinkerer. Eles lembram fortemente o velho de seus próprios netos e ele chora, se arrependendo e concordando em ajudar, em troca de sua liberdade e de um breve reencontro com seus netos. Franklin pergunta a sua mãe e seu pai o por que das pessoas odiarem mutantes, e se isso significa que eles o odeiam.

### Reinado Sombrio
Franklin encontrou-se junto com sua irmã sob o cerco de Norman Osborn, Venom e um elevado número de agentes da H.A.M.M.E.R. Os irmãos estavam por conta própria, devido às experiências de seu pai que os deixaram inacessíveis e os outros membros do Quarteto Fantástico presos em realidades alternativas.
Valeria Richards conseguiu separar Osborn do resto dos agentes H.A.M.M.E.R usando técnicas burocráticas e por eles tê-la subestimado. Osborn foi levado para uma sala onde ele enfrentou Franklin usando uma máscara do Homem-Aranha e chamando-o de vilão, fazendo-o persegui-lo no prédio e com a intenção de atirar no garoto.
O Quarteto Fantástico ressurgiu com uma Mulher Invisível irritada dizendo: "Osborn, Afaste-se dos meus filhos." Irritado, ele retrucou que ela deveria obrigá-lo. Sue o esmaga contra uma parede usando um de seus campos de força invisível. Osborn retalha então com a convocação de agentes H.A.M.M.E.R e Venom. Nenhum deles, porém, conseguiu passar pela barreira de Sue.
Sr. Fantástico informou a Osborn para ele deixar o Edifício Baxter e não voltar. Enfurecido, ele tentou atirar em Reed, apenas para ser morto por Franklin, por sua vez. Embora todos fiquem chocados, nenhum entendeu como Franklin conseguiu atirar em Norman Osborn já que o garoto empunhava apenas uma arma de brinquedo insinuando que talvez algumas das habilidades que alteram a realidade de Franklin haviam ressurgido.
Uma versão alternativa de si mesmo do futuro voltou, e disse: "Descanse ... e lembre-se de quem você é." Momentos mais tarde, após ter sido colocado na cama, Franklin criou um Universo com seus poderes. Se ele recuperou todo o seu poder ainda é desconhecido.

### A Fundação Futuro
Quando Franklin cria um universo de bolso, um amigo imaginário misterioso aparece e o aconselha a usar seus poderes. Um tempo depois, o Tocha Humana morre nas mãos do Aniquilador ao salvar sua família, o Quarteto Fantástico se dissolve e se torna a Fundação Futuro.
Devido a presença de vários Reed Richards de universos alternativos, Sr. Fantástico fez uma aliança com muitos vilões, como Mal Pensador, IMA, Mago, Diablo e Alto Evolucionário para planejar como detê-los. Então eles levam a batalha para a cidade do Alto Evolucionário onde um dos Richards escapa com Doutor Destino e os outros dois são capturados pelo exército Kree. Após retornar ao Edifício Baxter, Richards reuniu outros heróis para lutar contra os Inumanos em Attilan, mas no momento em que se preparavam para ir ao último piso, uma invasão Kree começou. Reed usou a armadura do Homem de Ferro, o poder de Sue para criar um campo de força em torno de Manhattan, e ao mesmo tempo, o Culto da Zona Negativa abriu o portal para a zona após o Homem-Aranha falhar em pará-los, o portal revela Johhny Storm vivendo com o Aniquilador escravizado.
Então Johnny se reúne com a equipe desenhando com fogo o simbólico "4" no céu acima do Edifício Baxter. Reed, Sue, Ben e Peter abordam um dos navios do Aniquilador controlados por Johnny, que usaram o resto dos navios para lutar contra o exército Kree até os Inumanos pedirem para terminar com suas próprias mãos.
Enquanto isso, os outros heróis em Terra lidam com os restos da batalha, e Reed e Sue convocam Galactus, que destrói completamente o exército Kree. Naquele momento, os Celestiais aparecem para destruir o universo. Embora a equipe tente usar o Hub (uma arma de destruição em massa criada pelos 'Reeds'), eles não poderiam derrotar os Celestiais. Em seguida, uma versão futura de Franklin e Valéria aparecem como parte do plano de Nathaniel Richards.
O Franklin do futuro usou seu poder para curar Galactus e destruir os Celestiais, salvando o dia. Mais tarde, o Edifício Baxter foi facilmente reconstruído, e o Sr. Fantástico mostrou uma nova sede secundária e novas roupas foram dadas aos membros da Fundação Futuro, também com as novas adições das versões futuras de Franklin Richards e Valeria Richards, com Franklin obtendo o número 5 em seus traje.

## Poderes e habilidades
Franklin Richards  é um mutante nível Ômega, extremamente poderoso que possui poderes psiônicos virtualmente onipotentes. Sendo ainda uma criança, suas habilidades ficam restritas a um controle bastante limitado, sendo que a qualquer momento seus poderes podem criar o impensável com um pouco menos que um pensamento. É incerto o nível de poder que Franklin vai atingir quando se tornar um adulto, já que diversas versões futuras dele vindas de realidades alternativas demonstraram grandes variações em nível de poder. Dentre os poderes demonstrados por Franklin estão:
- Força Sobre-Humana: Franklin Richards possui a força humana normal de um menino de sua idade, altura, e construção que se envolve em exercício regular moderado, mas pode aumentar a sua força para níveis infinitos, manipulando a realidade ou usando telecinese.
- Durabilidade Sobre-Humana: mesmo quando era uma criança, ele mostrou uma notável resistência a danos. Mesmo estando inconsciente, ele conseguiu sobreviver a um ataque Celestial direto com o mínimo de danos.
- Velocidade Sobre-Humana: Franklin pode correr e voar em uma velocidade sobre-humana alterando a realidade ele pode correr mais rápido do que o normal.
- Manipulação da Realidade (latente): habilidade de manipular a realidade. Poderes de distorção da realidade em um nível potencialmente infinito, moldando os limites e leis do tempo e espaço. Suas habilidades são tão grandes que ele pode criar um "universo compacto", como uma realidade alternativa e certa vez foi capaz de parar o espaço-tempo. Um "universo compacto" é um cosmos que não é igual ao nosso em tamanho.
- Manipulação Molecular: a habilidade de rearranjar a estrutura molecular da matéria, até mesmo em escala cósmica, dentro desse poder constam:
  - Aceleração Molecular: a capacidade de acelerar moléculas na medida em que eles ou peguem fogo ou derretam ou acelerando as próprias moléculas.
  - Adesão Molecular: a capacidade de se agarrar a superfícies sólidas e mover seu corpo à vontade, mesmo sem recursos locomotivos evidentes.
  - Alteração Molecular: a capacidade de alterar a sua estrutura molecular com a estrutura de qualquer coisa que toca.
  - Lavagem Molecular: a capacidade de limpar moléculas tóxicas ou contaminadas, limpando a água de venenos ou moléculas tóxicas ou usados, de que o ar pode respirar.
  - Clonagem Molecular: capacidade de ter uma forma avançada de mitose. Todas as suas células e moléculas duplicam-se exatamente ao mesmo tempo, criando um clone.
  - Combinação Molecular: pode misturar as moléculas de quaisquer objetos.
  - Combustão Molecular: acelerar moléculas a ponto de causarem uma explosão.
  - Cópia Molecular: a capacidade de copiar moléculas do outro e metamorfosear em uma cópia deles.
  - Desaceleração Molecular: abrandar moléculas para fazer algo se mover em câmera lenta.
  - Desestabilização Molecular: suprime a carga atômica, que faz com que prótons e eletróns se desintegrem no esquecimento.
  - Dispersão Molecular: pode fraccionar as moléculas e enviá-las através do espaço, destruindo o alvo desejado.
  - Distorção Molecular: capacidade de se mover através da matéria sólida, desativando forças de ligação, fazendo com que o assunto a desmoronar-se, ou quebrar quando passar por ele.
  - Imobilização Molecular: parar as moléculas de algo em movimento para que ele pare de se mover completamente.
  - Inibição Molecular: redução da temperatura molecular de modo que algo congele.
  - Conversão Molecular: capacidade de transformar as pessoas em moléculas de umidade e transportá-las a grandes distâncias.
  - Inversão Molecular: capacidade de congelar todas as moléculas de água de alguém.
  - Oscilação Molecular: capacidade de vibrar moléculas com uma frequência elevada.
  - Reaplicação Molecular: pode colocar moléculas dispersas de volta juntos.
  - Criação Molecular: pode literalmente criar um de muitas próprias moléculas e átomos que deveriam ser desintegrados. Para replicar ou criar novas moléculas de oxigênio para se respirar em um local próximo.
  - Reversão Molecular: pode reverter qualquer objeto ou pessoa de volta à sua forma original que foi adulterado por outro manipulador de moléculas.
  - Separação Molecular: pode separar moléculas que são misturados em conjunto. Ex; separar as moléculas de ar e da água para criar bolhas de ar.
  - Teletransporte Molecular: pode dispersar as moléculas de um objeto orgânico ou inorgânico e movê-las para outro lugar.
  - Transmutação Molecular: a capacidade de alterar a estrutura molecular dos seres/objetos.
- Telepatia: Franklin pode ler mentes e projetar seus próprios pensamentos na mente de outros em um raio de 400 km. Com bastante esforço ele pode aumentar consideravelmente esse raio. Dentre suas habilidades telepáticas constam:
  - Ilusão Telepática: habilidade de criar ilusões telepáticas realísticas e fazer as pessoas vivenciarem eventos que não estão realmente acontecendo.
  - Manto Telepático: consegue mascarar sua presença, não sendo detectado pelos outros, conseguindo estender essas defesas à outras pessoas próximas a ele. Ás vezes suas habilidades podem protegê-lo de ser contra-atacado por telepatas mais poderosos, dependendo do nível das habilidades psíquicas deles.
  - Ligação Mental: a habilidade de desenvolver uma ligação com uma pessoa, mentalmente.
  - Camuflagem Telepática: habilidade de disfarçar a si e a outras pessoas, fazendo sua presença ser diferente (como por exemplo mudando a aparência de roupas)
  - Controle Mental: habilidade de controlar mentes de outros apenas com um pouco de concentração.
  - Possessão Mental: habilidade de possuir a mente de outra pessoa e usar o corpo dela como se fosse o seu próprio.
  - Alterações Mentais: habilidade de alterar mentes de outros com sua força de vontade.
  - Amnésia Mental: habilidade de causar perda de memórias específicas e amnésia em uma pessoa ou em um grupo de pessoas.
  - Escudo Psíquico: habilidade de levantar um escudo psíquico de proteção para si e para outras pessoas, podendo proteger elas de ataques psíquicos sem estar presente.
  - Rajadas Psiônicas: Franklin consegue projetar rajadas de força psiônica que afetam a mente da vítima sem efeitos físicos, causando dor, deixando a vítima inconsciente ou até mesmo matando-a.
  - Projeção Astral: a habilidade de fazer uma viagem astral e se comunicar com outros seres astrais ou fazer contato com os pensamentos ou memórias de outras pessoas.
  - Detecção Mental: pode sentir a presença de outro mutante superhumano em um pequeno raio, percebendo radiações mentais distintas emitidas por esse ser.
  - Transferência Mental: a habilidade de transferir sua mente e poderes para o corpo de outra pessoa.
- Telecinese: possui habilidades telecinéticas que permitem-no levitar e manipular seres vivos e objetos inanimados. Ele consegue erguer mais de 10 toneladas de peso e também voar em alta-velocidade.
- Precognição: habilidades precognitivas, que se manifestam em seus sonhos, fazendo-o ter visões de possíveis eventos futuros. Embora existam incontáveis futuros possíveis, Franklin vê o mais provável futuro e consequentemente suas previsões tem grande probabilidade de se tornarem realidade. Em contrapartida, ele não consegue ter visões de mais que alguns dias no futuro. Esse poder já se desenvolveu a ponto de Franklin poder ver imagens futuras mesmo consciente.
- Transe: a habilidade de se colocar em um estado de transe e permanecer consciente. Enquanto se mantém em transe, ele consegue projetar uma imagem intangível de si mesmo de aparência fantasmagórica para outro local, permitindo a ele ver e ouvir o que acontece nesse local.
- Rajadas de Energia: Franklin pode disparar de suas mãos e olhos poderosas rajadas de energia.
- Envelhecimento Retardado: Franklin envelhece mais lentamente, supostamente à cada quatro anos ele envelhece um apenas.
- Absorção de energia: Franklin pode absorver energia até mesmo em escala "cósmica"
- Bio-Explosões de Energia: capacidade de disparar rajadas de energia enormemente poderosas que gera a partir de um potencial extra-sensorial de seu corpo. Estas foram capazes de destruir temporariamente o demônio Mephisto dentro de seu próprio reino.
- Construção de Energia: a capacidade de criar qualquer coisa que ele vê em sua mente. Franklin usa esta habilidade para fazer qualquer coisa que ele pode imaginar e manipulá-lo. Franklin pode canalizar essa energia ofensivamente para criar armas ou rajadas de energia ou defensiva para criar campos de força para proteger aqueles que ama.
- Cronocinese: Franklin foi capaz de viajar no tempo, para encontrar seu próprio passado.
- Voo:  Franklin também pode utilizar energia para negar a força da gravidade abaixo de si, permitindo que ele voe.
- Filósofo Talentoso: Franklin também é talentoso filósofo autodidata.
- Xeno-Linguismo: Franklin Fala varias linguás
- Resistência a Manipulações na Realidade: Devido a ele estar firmemente preso a realidade, Franklin é altamente resistente a "manipulação da realidade."
- Consciência Cósmica: Franklin também possui a habilidade de detectar ou produzir buracos de minhoca e outras irregularidades no espaço em uma escala cósmica.
- Imunidade a Controles Mentais: Ninguém pode controlar a mente do Franklin.
- Anulação de Habilidades: Franklin possui a habilidade de gerar barreiras psíquicas na mente dos outros mutantes capaz de bloquear uma parte dos seus poderes ou bloqueá-los completamente, impedindo o alvo de usar suas habilidades.
- Habilidades Psíquicas: Franklin possui poderosos poderes psíquicos e mentais usados principalmente para manter sua forma física unida dentre elas são:
  - Materialização - materialização, desaparecimento, teletransporte de algum objeto e/ou sua materialização. Ícaro
  - Leitura de aura - percepção de campos de energia ao redor de pessoas, lugares e coisas.
  - Psicografia - escrita produzida sem pensamento consciente.
  - Projeção astral ou projeção mental - uma experiência fora do corpo em que um corpo astral se separa do corpo físico.
  - Bilocação ou multilocação - estar em diversos lugares ao mesmo tempo.
  - Teleportação - a capacidade de se locomover de um ponto ao outro desde que o ponto de destino esteja ao alcance da visão.
  - Clarividência ou segunda vista - percepção fora dos sentidos humanos conhecidos.
  - Adivinhação - entender uma situação através de um ritual.
  - Radiestesia - habilidade de localizar objetos, algumas vezes usando uma ferramenta chamada "varinha de adivinhação".
  - Cura pela fé - cura pela canalização de uma forma de energia ou diagnóstico e cura de doenças usando a devoção religiosa.
  - Levitação - levitação e voo do corpo humano.
  - Mediunidade ou canalização - comunicação com espíritos.
  - Precognição, premonição e sonhos precognitivos - percepção de eventos antes que eles aconteçam.
  - Telecinésia - habilidade de manipular objetos com o poder do pensamento ou redefinir suas formas e estados.
  - Psicometria - obtenção de informação sobre uma pessoa ou objeto, normalmente tocando ou se concentrando no objeto ou em algum objeto relacionado.
  - Visão remota - obtenção de informação à distância.
  - Retrocognição - percepção de eventos passados.
  - Vidência - capacidade de ver eventos à distância ou no futuro.
  - Telepatia - transferência de pensamentos, palavras ou emoções em qualquer direção.
  - Simulcognição - percepção e conhecimento da realidade presente.[carece de fontes]
  - Pirocinese - capacidade mágica de criar, absorver e controlar o fogo, através das mãos, dos olhos ou da mente.[carece de fontes]
  - ilusionismo - capacidade de criar ilusões e com força o bastante pode controlar a mente de seus alvos
  - Inteligência de Gênio: Franklin é muito inteligente. Ele é capaz de usar seus poderes para detectar todas as substâncias em um objeto e então determinar o quanto de cada substância compõem o objeto. Ele é perito em mecânica, arquitetura, máquinas, rastreamento de fontes de energia, cibernética, robótica e ciência da computação.
  - Manipulação Elementar: Além de manipular moléculas ele também pode manipular elementos da natureza (Fogo, Terra, Gelo, Ar, Água, Eletricidade, Metal, Magnética e todas as outras que ele quiser)

## Outras versões

### Terra X
Em Terra X, Franklin Richards ataca Namor após esse matar seu tio Tocha Humana. Em seguida, pega a armadura de Galactus e, entrando no terceiro estágio de sua evolução, se transforma no próprio ser. Mesmo desacreditado, Franklin salva a Terra do Celestial que crescia no seu núcleo. Franklin se revela a seu pai, Reed, antes de deixar a Terra para nunca mais retornar. Ao fim da história Reed também alcança a consciência cósmica e assume como primeira tarefa o salvamento seu filho.

### Dias de um Futuro Esquecido
Na história dos X-Men Dias de um Futuro Esquecido é mostrado que, em um futuro alternativo, Franklin e Rachel Summers se tornaram amantes, sendo Franklin morto prematuramente pelos Sentinelas. Numa variação dessa linha do tempo eles tiveram um filho com diversos futuros, o mais conhecido foi o que ele se tornaria o vilão Hyperstorm.

### Os Doze
Na edição original número 36 de Quarteto Futuro, Franklin e seus amigos enfrentam o Sentinela Molde Mestre, que tinha o objetivo de eliminar "Os Doze"; os futuros líderes da raça mutante. Após detectar sua presença, Molde Mestre descreve Franklin como um mutante dotado de potencial supremo e o único mutante a desenvolver tamanho poder. Encarnações futuras de Franklin são mostradas e uma das imagens o mostra como um adolescente de roupa azul e amarela (essa versão adolescente seria conhecida como Ultiman); uma imagem seguinte mostra um Franklin um pouco mais velho que Ultiman, olhando para o Surfista Prateado (e com diversas marcas no rosto muito parecidas com as de Rachel Summers em Dias de um Futuro Esquecido). Molde Mestre se refere a essa encarnação como O Décimo-Segundo.

### MC2
No universo MC2 Franklin faz parte do Quinteto Fantástico com o nome de Psi-Lord. Ele também é um grande amigo da Garota-Aranha e ambos se gostam. Mas seu pai, o Homem-Aranha, afirma que ela tem apenas 15 anos e é muito mais jovem que Franklin. Após a desaprovação do pai a relação entre os dois se torna platônica.

### Exilados
Os Exilados, grupo de super-heróis de várias realidades diferentes, viajam para um futuro onde sua missão é impedir que o filho de Franklin Richards conquiste o mundo. Franklin não aparece na história.

### Franklin Richards: Son of a Genius
Série de humor fora da continuidade do Universo Marvel. Franklin é retratado de forma muito parecida com Calvin, que vive causando confusão e não resiste em brincar com as invenções de seu pai. Ele tem de consertar a bagunça que os efeitos de suas "brincadeiras" causam e para isso conta com a ajuda da sua babá-robô H.E.R.B.I.E..

## Idade
- A idade exata de Franklin é uma das grandes discussões entre os fãs de quadrinhos. Embora a edição em que ele nasceu tenha sido publicada em 1968 o personagem não aparenta ter mais que 10 anos de idade nas histórias publicadas atualmente (em algumas histórias ele aparente ser até mais novo). Para a maioria dos personagem em quadrinhos a data exata de nascimento e idade é um pouco vaga.
- Várias teorias sobre o envelhecimento do personagem foram propostas, como a de uma escala de tempo flutuante em que a origem do Quarteto Fantástico de 1961 aconteceu a perpétuos "dez anos atrás".[12]  Entretanto o editor da Marvel Joe Quesada disse que ele teria "perto dos 7 anos" nos anos 1980. "Eventualmente, sua idade aumentou pra 10 anos nos anos 1990 e depois entre 12 e 13 anos, que é o que consideramos que ele tem hoje em dia".

## Em outras mídias

### Desenhos Animados
Tem uma breve aparição no desenho animado  The Super Hero Squad Show.

### Filmes
- O nome de Franklin aparece em um arquivo de computador do governo no filme, X-Men 2.
- Há  boatos que a Fox está preparando um filme do Quarteto Fantástico sobre Franklin e Valeria.
- No filme “Doutor Estranho no Multiverso da Loucura”, da Marvel Studios, Reed Richards, interpretado por John Krasinski, cita a existência de um filho, indicando a existência de Franklin Richards no Universo Cinematográfico Marvel.

### Videogames
É um dos personagens que íncluem o jogo Marvel: Avengers Alliance.